# Elmo (esercito romano)

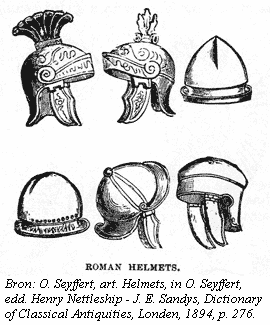
Esempio di elmi romani.

L'elmo romano (in latino cassis per l'elmo di metallo e galea per quello di cuoio) utilizzato dall'esercito romano per andare in battaglia nel corso degli oltre dodici secoli di vita, dalla data della fondazione della città (753 a.C.) fino alla caduta dell'Impero romano d'Occidente, avvenuta nel 476, subì numerose modifiche nella forma, nei materiali che lo componevano e nelle dimensioni. La sua funzione principale era quella di coprire il capo del fante, cavaliere romano dalle armi d'offesa del nemico.

## Utilizzo: equipaggiamento di protezione
L'elmo romano, come del resto tutti gli altri elmi antichi, aveva la funzione primaria nel proteggere il capo del soldato romano dai fendenti del nemico. Erano ricoperti internamente da cuoio, applicato con della resina naturale che, a contatto con l'acqua calda, poteva facilmente essere asportata, nel caso di eventuali riparazioni.

## Tipi di elmo

### Periodo regio e repubblicano

#### Elmo etrusco di fase villanoviana
Questo tipo di elmo, in dotazione all'esercito etrusco, fu adottato anche dal primo esercito romuleo. Presentava una cresta metallica che dal lato frontale si congiungeva con quello posteriore. La forma in cima era a punta. Era formato da due parti perfettamente simmetriche che erano saldate insieme lungo la cresta di metallo di bronzo.

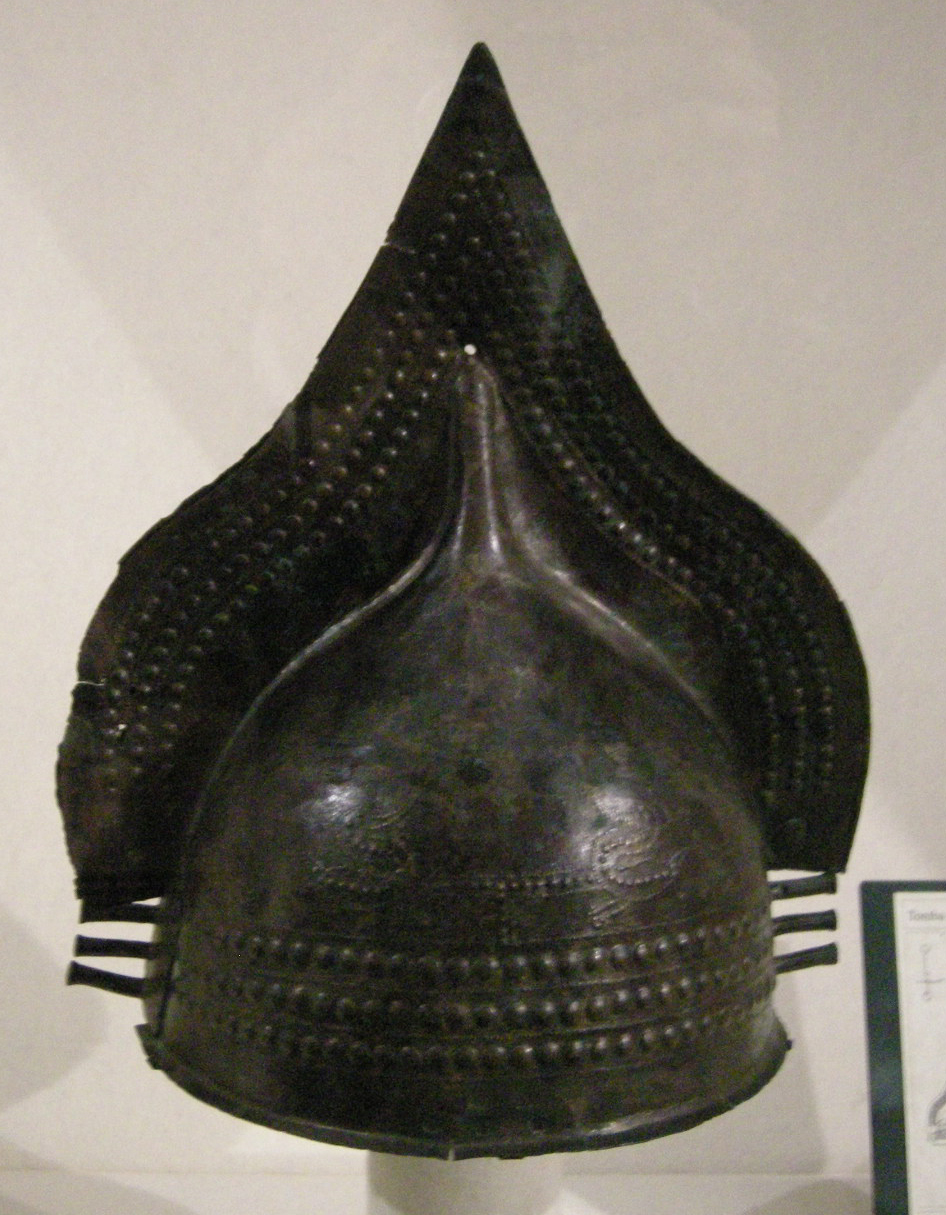
Tipico elmo etrusco di fase villanoviana risalente al primo periodo regio di Roma, proveniente dal museo etrusco Guarnacci di Volterra.

#### Elmo etrusco-corinzio
L'elmo di tipo corinzio (dal greco antico κόρυς κορινθίη, moderno κάσκα κορινθιακή) fu creato nell'antica Grecia e prende il nome da Corinto. Era un tipo di elmo di bronzo che nella sua forma tarda copriva tutta la testa ed il collo, con delle fessure per occhi e bocca. Una grande proiezione ricurva proteggeva la nuca, in modo simile alla galea. L'elmo etrusco-corinzio era una versione di quello greco, dove al contrario di quest'ultimo non copriva l'intero viso, ma si portava sulla testa come un cappello. Fu il primo elmo utilizzato dalle schiere dell'esercito romano. Fu introdotto molto probabilmente o dagli Etruschi o dai popoli della Magna Grecia, che fin dall'VII a.C. entrarono in contatto con i Romani. Fu però utilizzato solo dai cittadini romani che per censo risultarono tra i più facoltosi, ovvero quelli della I classe, a causa del suo costo molto elevato. Sappiamo che era ancora in uso ai tempi di Cesare.

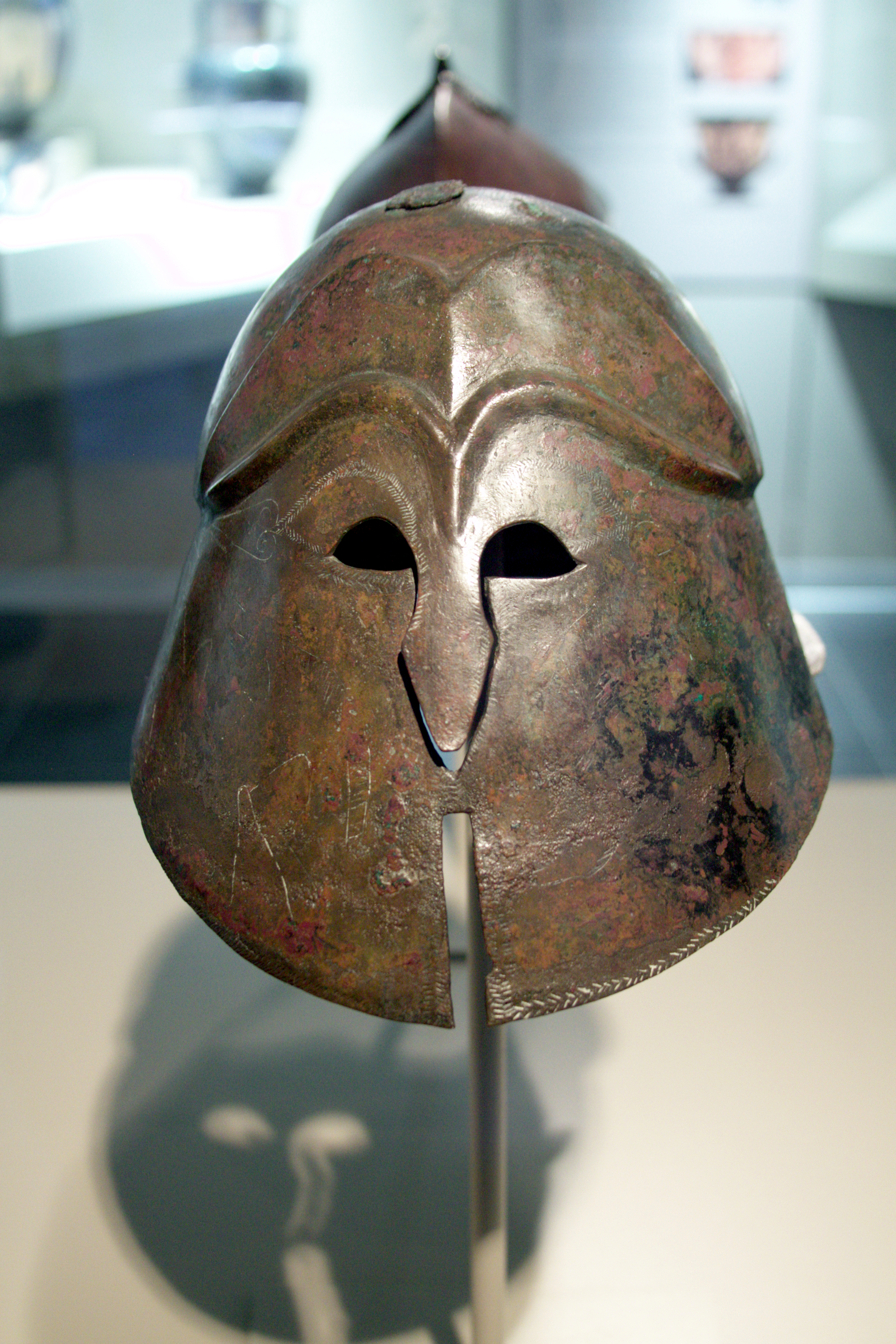
Elmo corinzio 450-400 a.C.

#### Elmo corinzio
L'elmo corinzio nasce nell'antica Grecia e prende il nome da Corinto. Era un tipo di elmo di bronzo che nella sua forma tarda copriva tutta la testa ed il collo, con delle fessure per occhi e bocca. Una grande proiezione ricurva proteggeva la nuca, in modo simile alla galea romana. L'elmo offriva ottima protezione in battaglia, ma impediva significativamente vista e udito, per cui, quando non c'era un combattimento, per comodità l'oplite greco lo indossava ruotato indietro sulla nuca (come la dea Atena in molte raffigurazioni). Questa abitudine portò a una serie di varianti in Italia, dove le fessure erano quasi chiuse, dato che il casco non era più calato sul viso ma indossato come un copricapo. Anche se l'elmo corinzio classico cadde in disuso presso i Greci a favore di tipi più aperti, i tipi italo-corinzi rimasero in uso fino al I secolo d.C., essendo utilizzato, tra gli altri, dall'esercito romano. Nell'antica Roma venne introdotto o dagli Etruschi o dai popoli della Magna Grecia, ma, a causa del suo costo molto alto, veniva utilizzato solo dai cittadini romani più facoltosi.

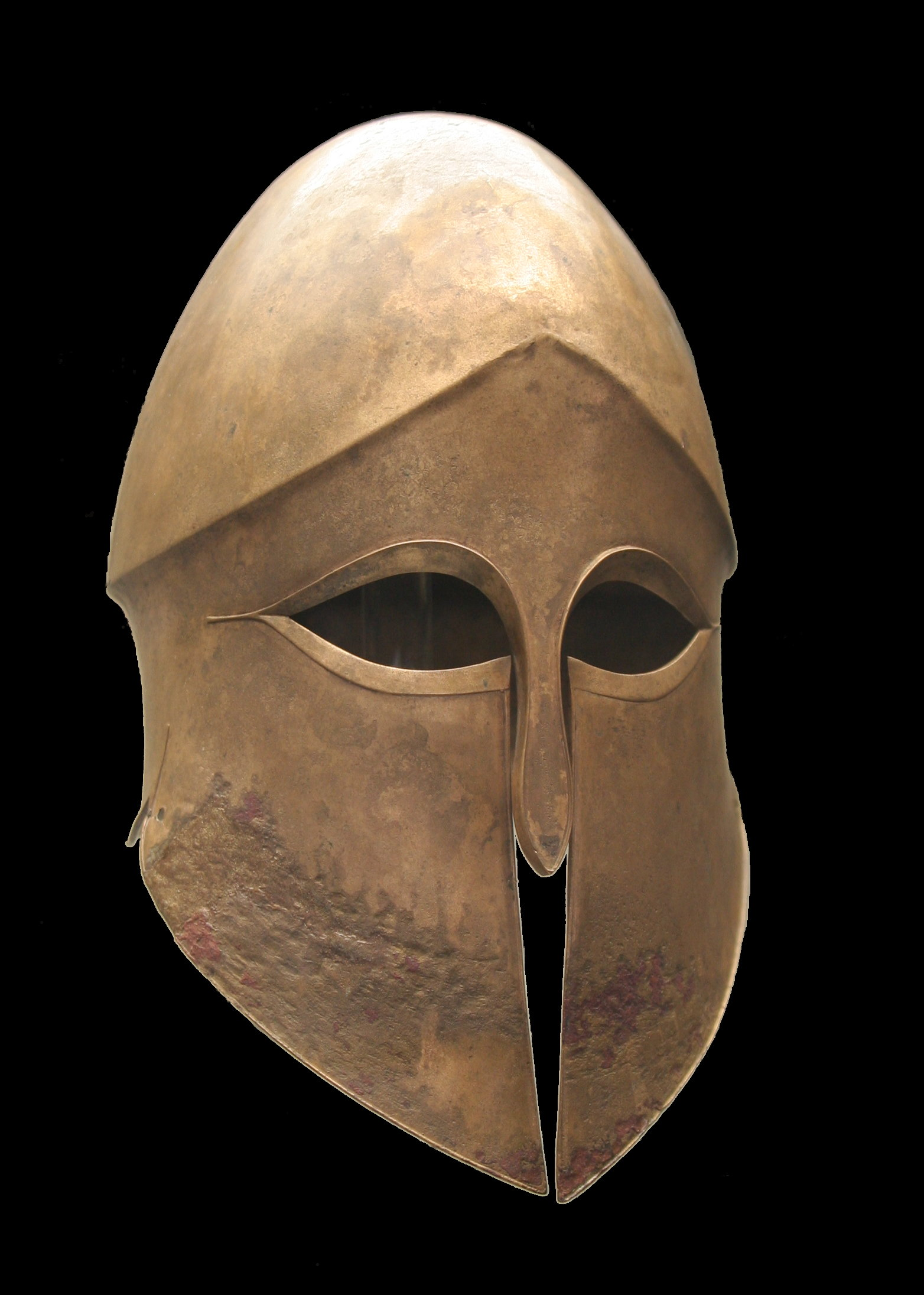
Elmo corinzio di bronzo , ca. 500 a.C., Staatliche Antikensammlungen (Inv. 4330).

#### Elmo calcidico
L'elmo calcidico era un elmo in bronzo, indossato dagli opliti greci, particolarmente popolare in Grecia nel V e IV secolo a.C., ma esistente già da tempo. Questo elmo venne ampiamente indossato nello stesso periodo nella Magna Grecia. Venne utilizzato anche dall'esercito romano a partire dal VI secolo a.C. Il nome deriva dalla città di Chalcis in Eubea Sviluppato sulla base dell'elmo corinzio, era più leggero, offriva un più ampio campo visivo e, lasciando più spazio per le orecchie, non attutiva il suono. Presentava una calotta simile a quella dell'elmo corinzio, le paragnatidi (copertura per le guance) inizialmente erano fisse, successivamente vennero collegate tramite delle cerniere. Il paranaso, tipico dell'elmo corinzio, tese a non essere più utilizzato e quindi a sparire completamente.

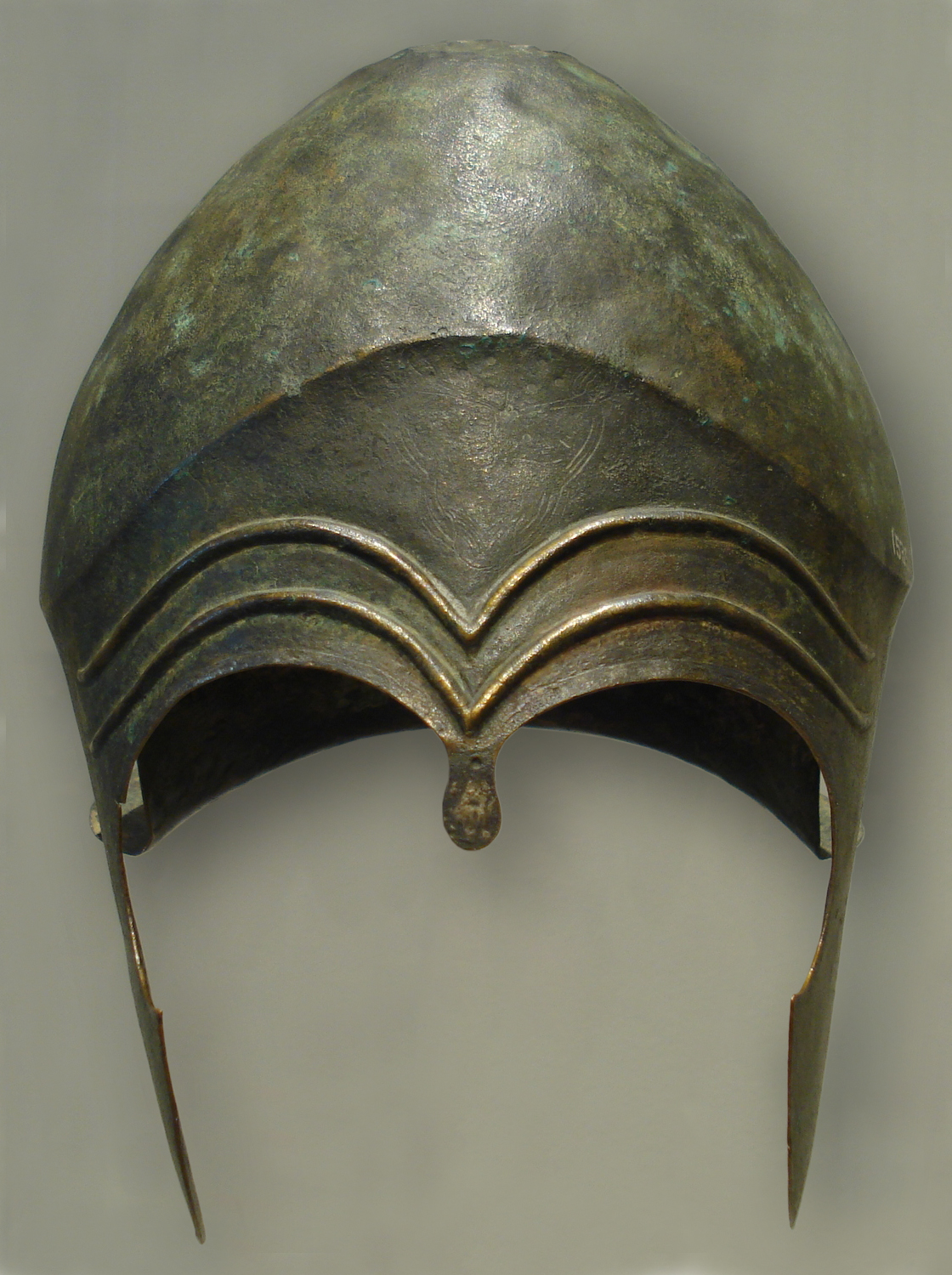
Elmo calcidico.

#### Elmo attico
L'elmo attico era un tipo di elmo originario dell'antica Grecia, ma che fu ampiamente utilizzato in Italia e nel mondo ellenistico fino all'Impero romano avanzato.
Il suo primo utilizzo nelle file dell'esercito romano risalirebbe ai primi anni della Repubblica romana, introdotto probabilmente dai popoli italici limitrofi. Simile all'elmo calcidico, se ne differenziava per l'assenza di paranaso. Era dotato di paraguance mobili che venivano legate con un laccio di cuoio. Era dotato di una punta in cima all'elmo, sulla quale era fissata una piuma dritta, oppure ai lati nel caso (come ci racconta Polibio) fossero fissate tre di colore nero o rosso, oltre ad una, seppur minima, protezione per il collo nella parte posteriore. Le decorazioni si trovavano sulla fronte abbastanza in alto e sui paraguance. Sopravvisse a lungo grazie soprattutto al suo aspetto. Fu infatti utilizzato da generali, imperatori e membri della guardia pretoriana.

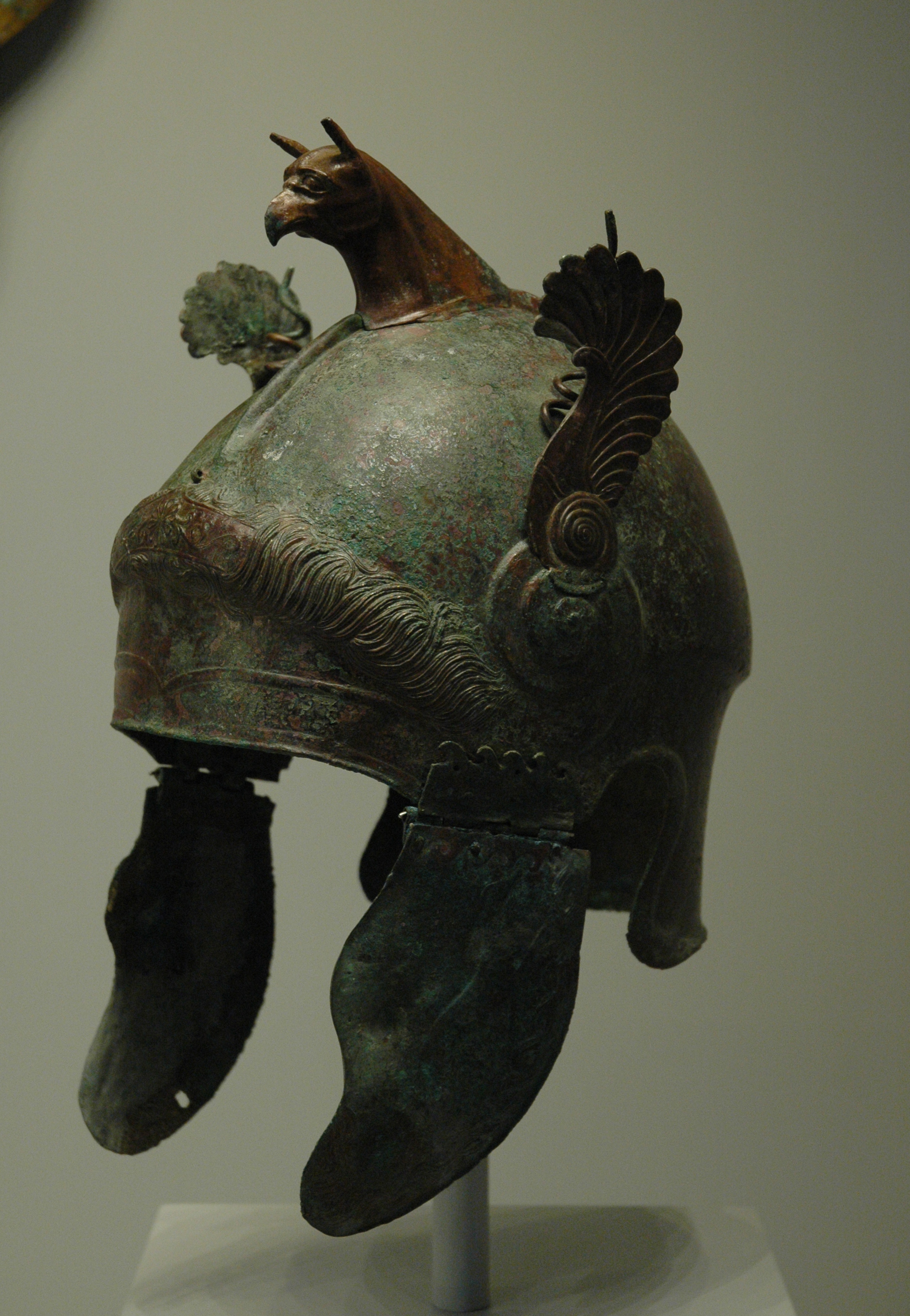
Elmo attico da cerimonia proveniente dall'Italia meridionale, 300 a.C. circa

#### L'elmo Montefortino
Intorno alla fine del V secolo-inizi del IV secolo a.C. fu introdotto un nuovo tipo di elmo di provenienza celtica, chiamato "Elmo di Montefortino" dal nome di una necropoli in provincia di Ancona, e che venne utilizzato fino al I secolo a.C.
Presentava un coppo allungato, che garantiva maggiore resistenza ai colpi dall'alto. Nella parte più alta dell'elmo era collocato un apex (a volte fabbricato a parte e poi aggiunto, oppure fuso con l'intero coppo), sul quale si inserivano delle piume, con lo scopo di far sembrare più alti i soldati all'occhio del nemico, come ci racconta lo stesso Polibio nel descrivere gli Hastati. La protuberanza era infatti riempita di piombo per mantenere fermo il piolo del pennacchio, a volte composto da crine di cavallo come risulta nella grande Ara di Domizio Enobarbo del 113 a.C.
L'elmo Montefortino fu catalogato dall'esperto Henry Russell Robinson con sei lettere (A, B, C, D, E, F) alle quali corrispondono sei tipologie diverse. Nei modelli è assente un rinforzo frontale e il paranuca è solo accennato. I modelli più recenti assomigliavano molto ai coevi elmi Coolus. Sappiamo infine che l'elmo di Montefortino era in uso nelle coorti urbane, come testimonia un suo esemplare con inciso AURELIUS VICTORINUS MIL COH XII URB (ovvero "Aurelio Vittorino della XII coorte urbana milliaria).
Elmo di fine IV-III secolo a.C.

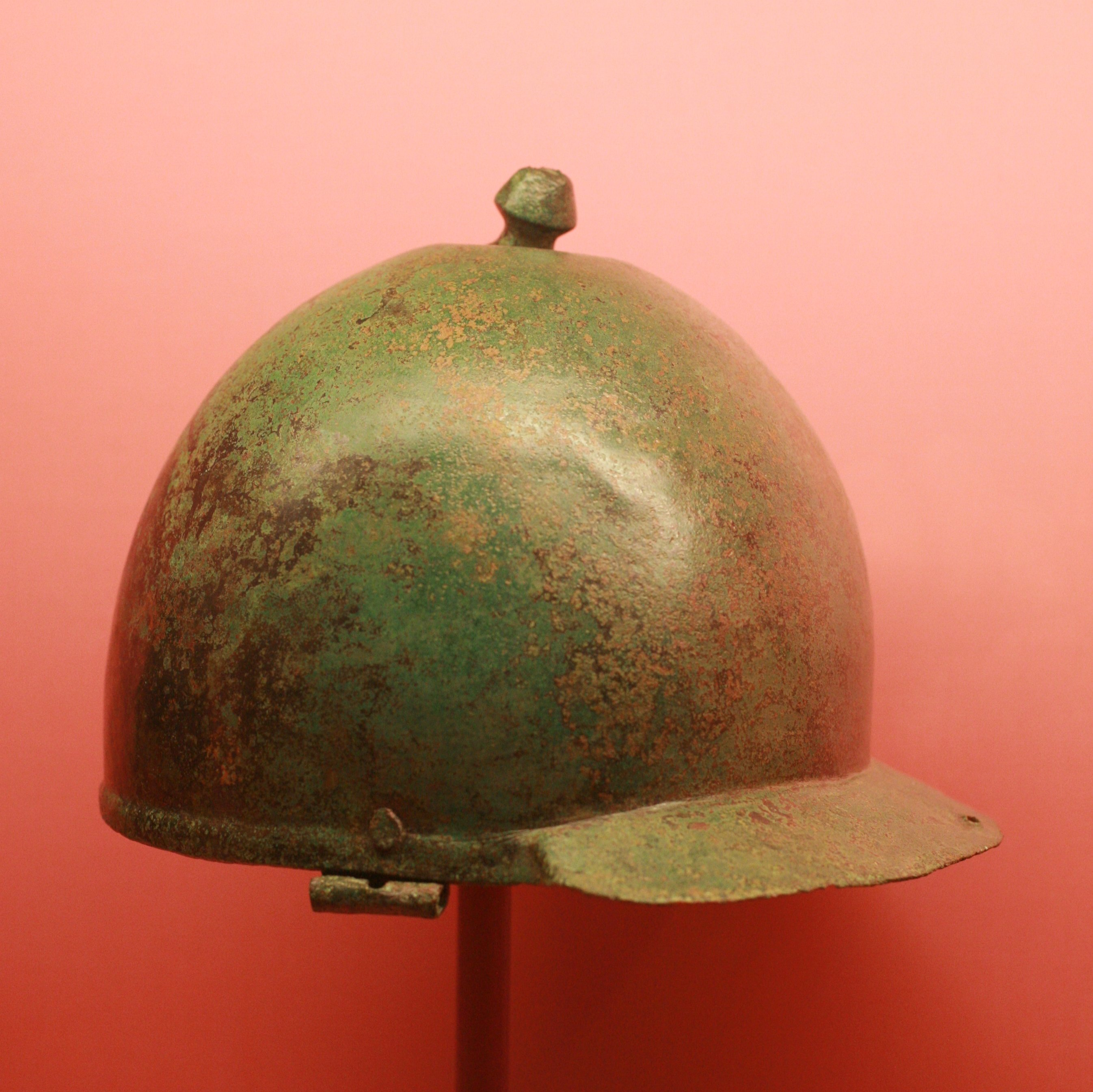
Elmo Montefortino di tipo C, conservato al Museo di Carnuntum.
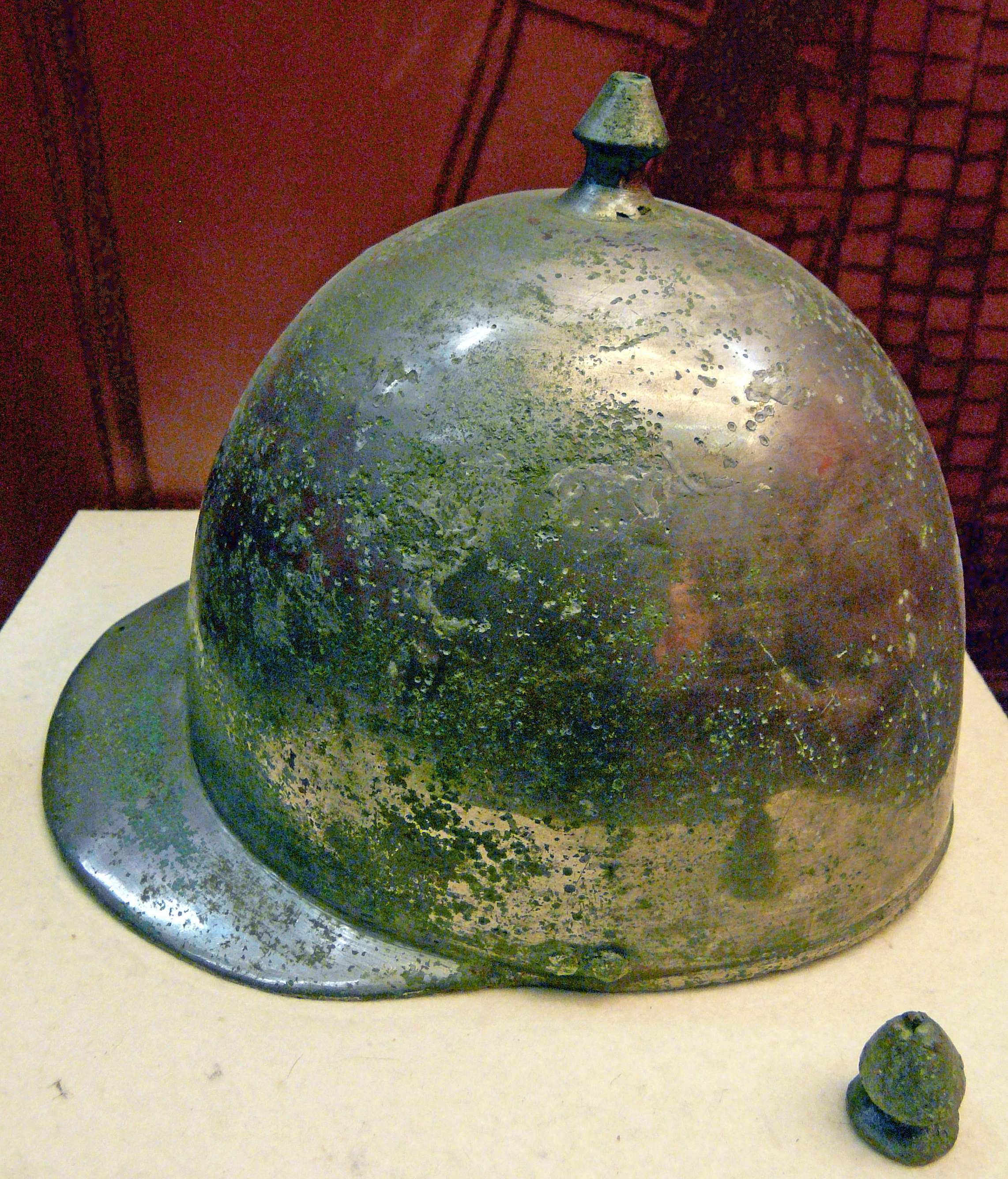
Elmo Montefortino di tipo C, rinvenuto a Novaesium.
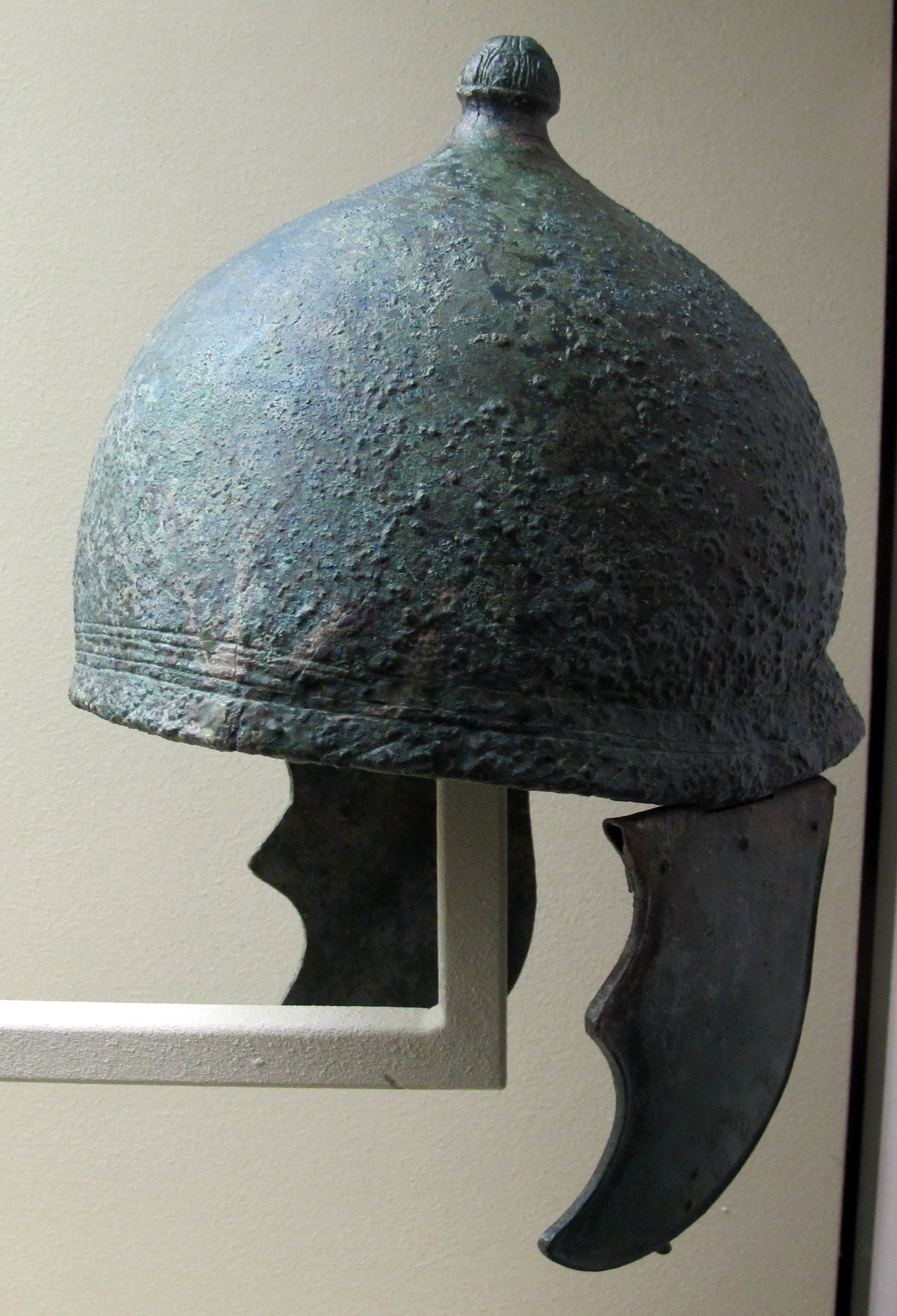
Elmo montefortino di fine IV-III secolo a.C.

L'ara di Domizio Enobarbo con la rappresentazione del lustrum censorio. Numerosi legionari romani accompagnano la funzione ed indossano tipici elmi etrusco-corinzi e di Montefortino, la lorica hamata ed uno scutum ovale.

### Dal periodo tardo repubblicano a quello imperiale dei Giulio-Claudii

#### L'elmo Coolus
L'elmo di tipo Coolus prende il nome da Coole in Francia. Questo tipo di elmo esiste fin dal III secolo a.C., ma iniziò a sostituire il Montefortino solo nel I secolo a.C. Non è molto diverso dall'elmo Montefortino, ma presenta un coppo semisferico. I primi due modelli (A e B) erano molto semplici, ma fin dal modello "C" erano presenti il rinforzo frontale e un paranuca pronunciato. Questi due elementi servivano per proteggere il soldato dai colpi sulla testa che sarebbero scivolati, ferendolo sulla schiena o in viso. Anche questo elmo presentava un apex e due grandi paragnatidi, era assente però una protezione per le orecchie. L'elmo Coolus fu catalogato da Robinson con nove lettere (A, B, C, D, E, F, G, H, I) alle quali corrispondono nove tipologie diverse.

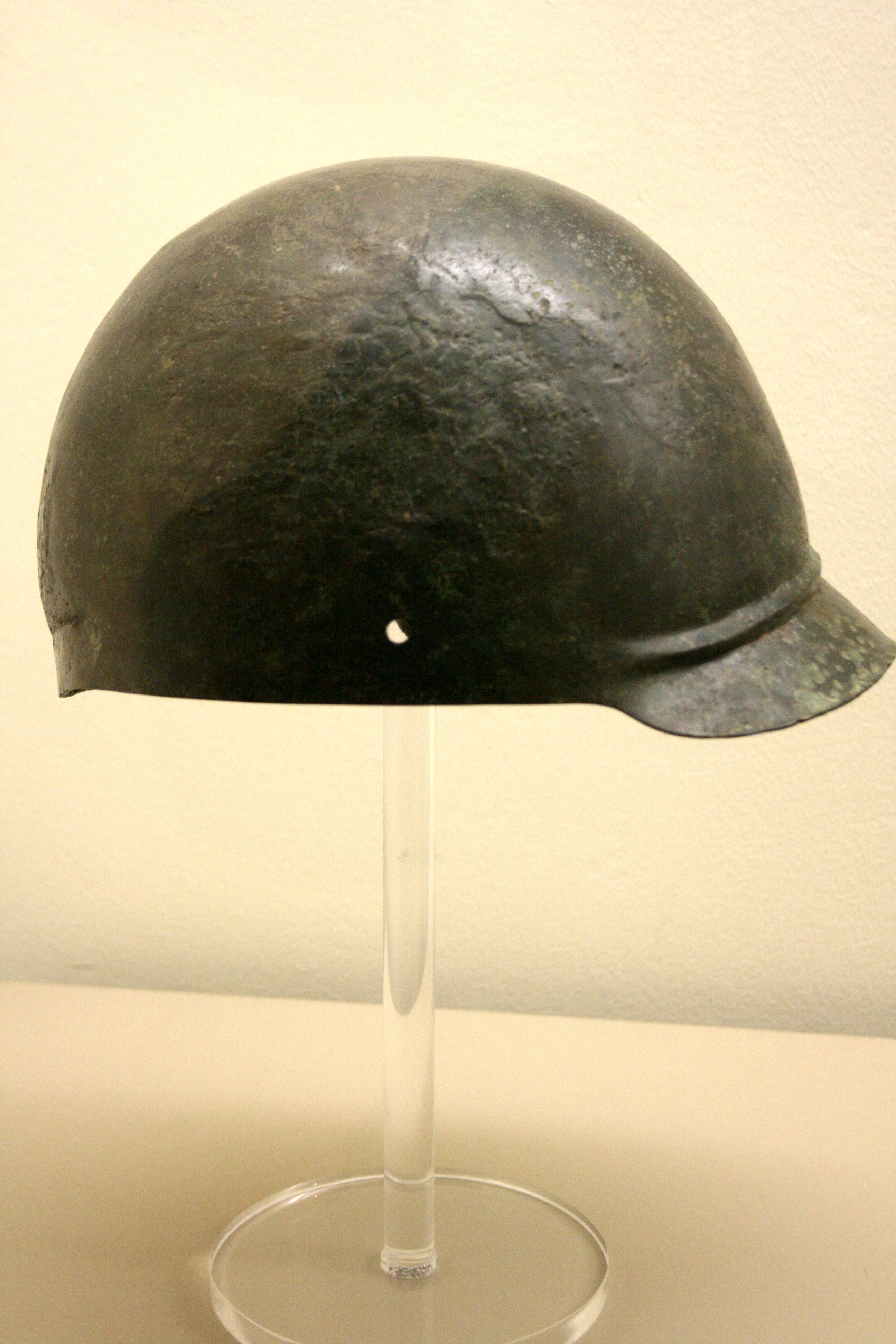
Elmo di tipo celtico, detto di Coolus-Manheim (conservato presso il Musée du Cinquantenaire, Bruxelles-Belgio).
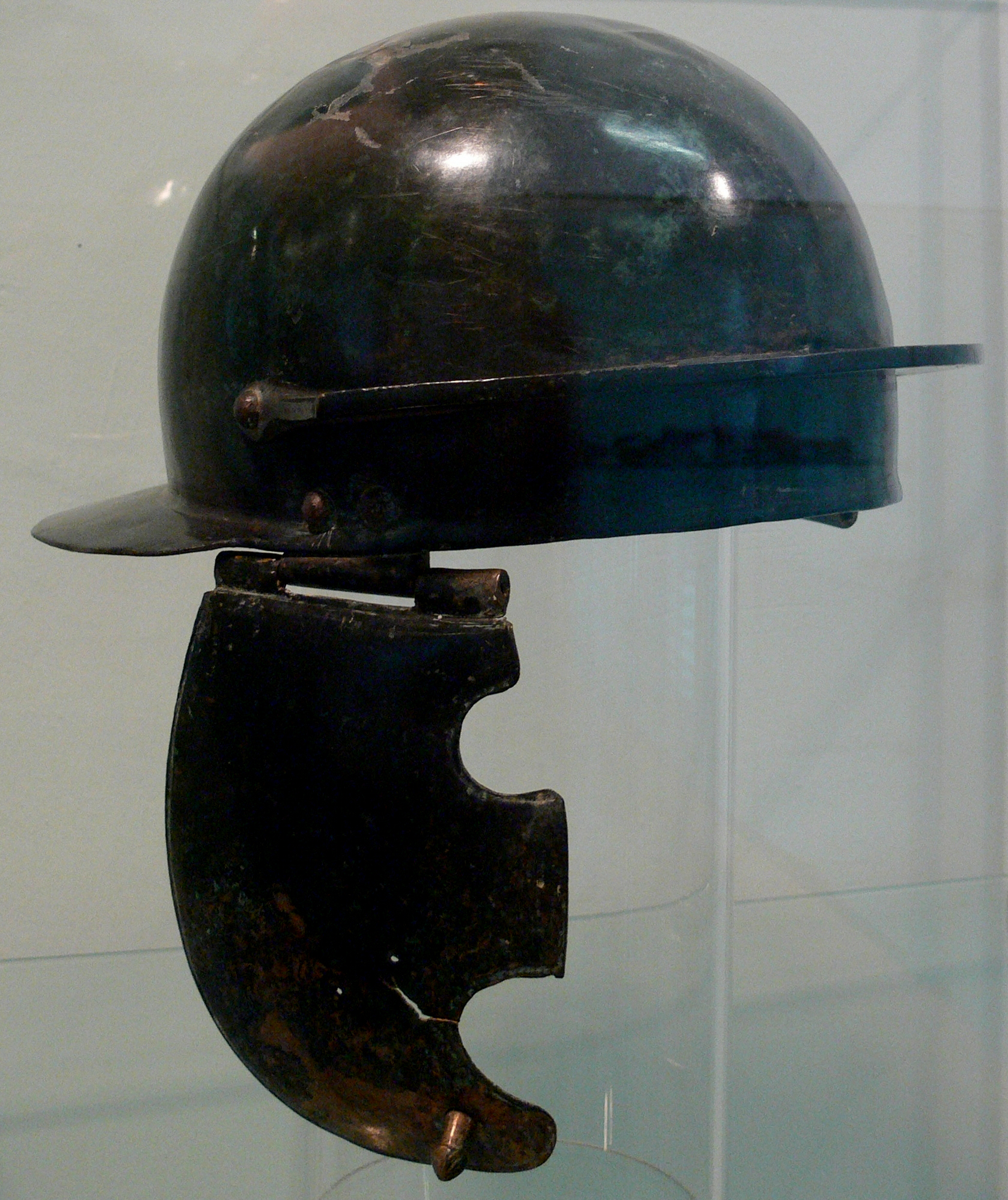
Elmo di tipo Coolus di tipo C rinvenuto a Schaan.

#### L'elmo Agen-Port
Gli elmi Agen-Port sono catalogati in soli due modelli (A e B). Sono particolari elmi diffusi durante le campagne di Cesare e hanno alcune caratteristiche che possono essere considerate progenitrici degli elmi gallici imperiali. Nell'elmo Agen-Port di tipo "B" è da segnalare il disegno in rilievo di due sopracciglia.

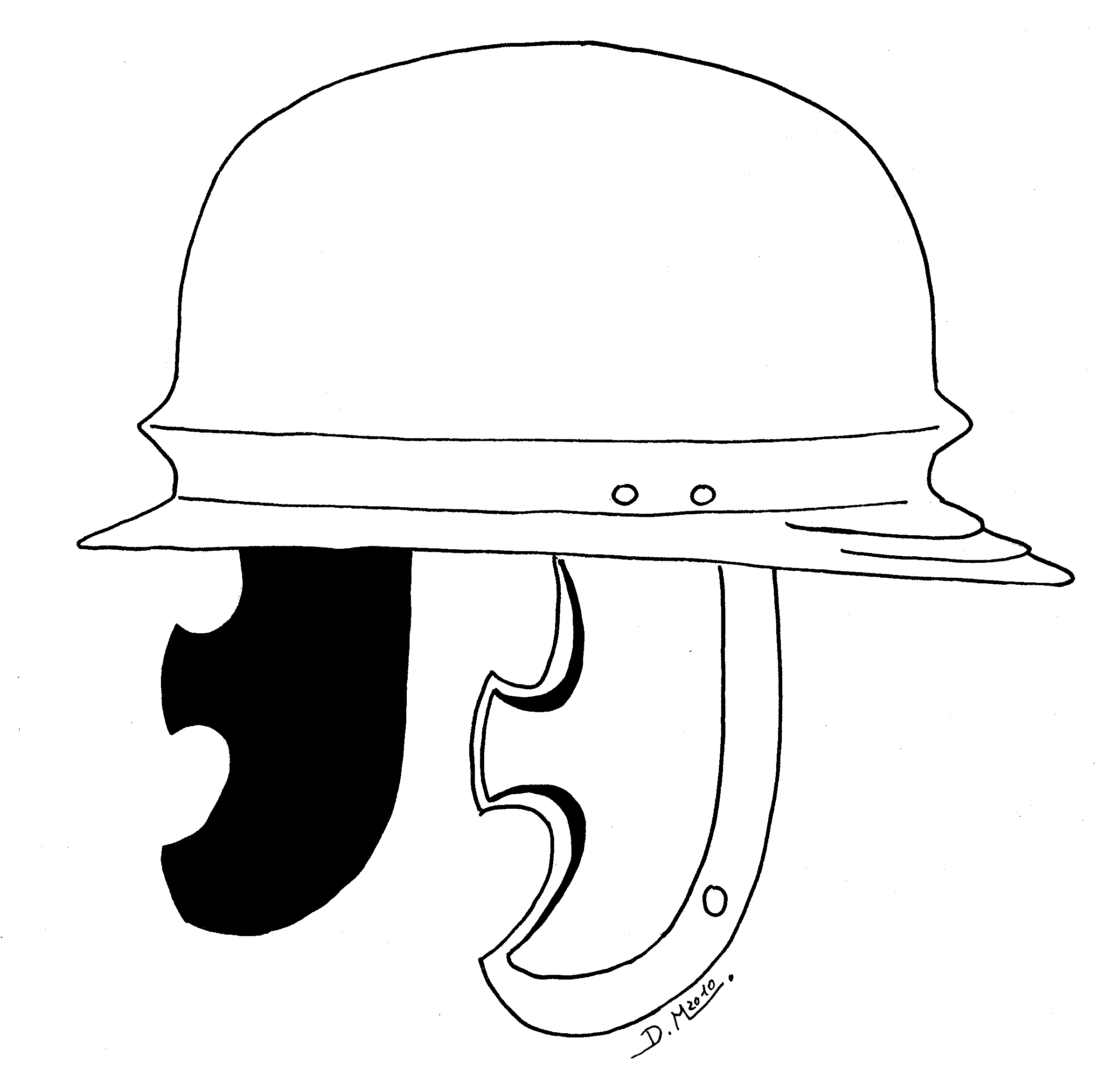
Elmo Agen-Port di tipo A
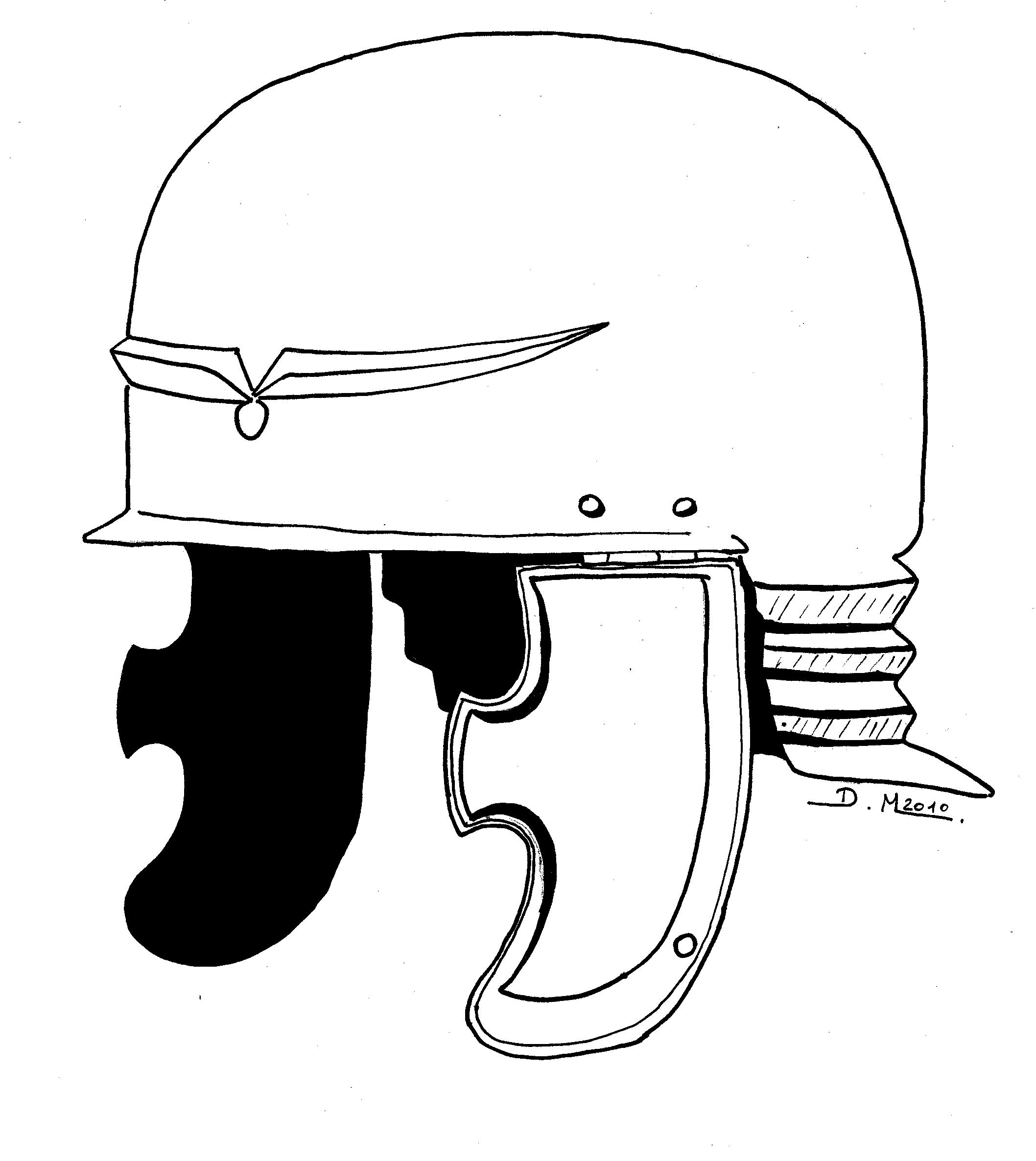
Elmo Agen-Port di tipo B

### Periodo alto imperiale
Gli elmi gallico imperiali sono stati classificati da Robinson con le lettere dalla A alla K, gli italico imperiali dalla A alla H. Questi due tipi di elmo sono raggruppati da altri studiosi nella grande famiglia degli elmi Weisenau. Va inoltre detto che i modelli di tipo gallico erano di migliore qualità rispetto a quelli italici.

#### Di tipo gallico
Dopo le guerre galliche , le legioni cominciarono ad abbandonare l'elmo di tipo Montefortino a vantaggio di un elmo di tipo gallico . 
Questi elmi erano notevolmente influenzati dagli elmi gallici anche nelle decorazioni (per questo chiamati elmi gallico imperiali). Gli elmi gallico imperiali presentavano un coppo semisferico e, come gli italico imperiali, un esteso paranuca e un rinforzo frontale. Dopo la guerra di Traiano in Dacia del 101 d.C. vennero aggiunti dei rinforzi incrociati sul coppo, in quanto i Daci utilizzavano spade ricurve con le quali superavano lo scudo romano e colpivano dall'alto. Gli elmi gallico imperiali sono caratterizzati dalla presenza sulla parte frontale del disegno in rilievo di due sopracciglia. Questi elmi furono prodotti prevalentemente in ferro, in pochi casi però potevano essere in bronzo.
L'elmo di tipo "G" era considerato da Robinson come il tipico elmo della metà del I secolo, benché l'elmo di Coolus rimanesse in dotazione all'esercito romano fino agli inizi del II secolo. Il miglior esempio di questo elmo proviene da Mainz-Weisenau. Ritrovamenti archeologici di questo genere di elmo sono stati poi trovati in Britannia nell'antico sito di Camulodunum, e databile alla rivolta di Budicca del 61.
Il tipo "H" è simile al tipo "G", ma con un diverso stile di sopracciglia e una protezione del collo più inclinata. Il più completo esempio di questo tipo proviene dagli scavi in Germania lungo il fiume Lech, nei pressi di Augusta. Tale casco è databile dalla prima metà del I secolo fino al III secolo.
Il tipo "I", databile come il precedente "H" al periodo della prima metà del I secolo fino al III secolo, presentava un identico design, ma era fatto in ottone, invece che di ferro. Un esempio di questo casco lo troviamo nell'antico sito di Mogontiacum, ed apparterrebbe ad un soldato di nome L. Lucrezio Celeris della Legio I Adiutrix (legione che qui soggiornò tra il 70 e l'86. È infine ipotizzabile che su questo elmo vi fosse una cresta fissata trasversalmente o verticalmente (a seconda della carica che si ricopriva). E potevano essere fissate anche della piume, suggerendo si trattasse della carica di alto rango come quella di un Optio.

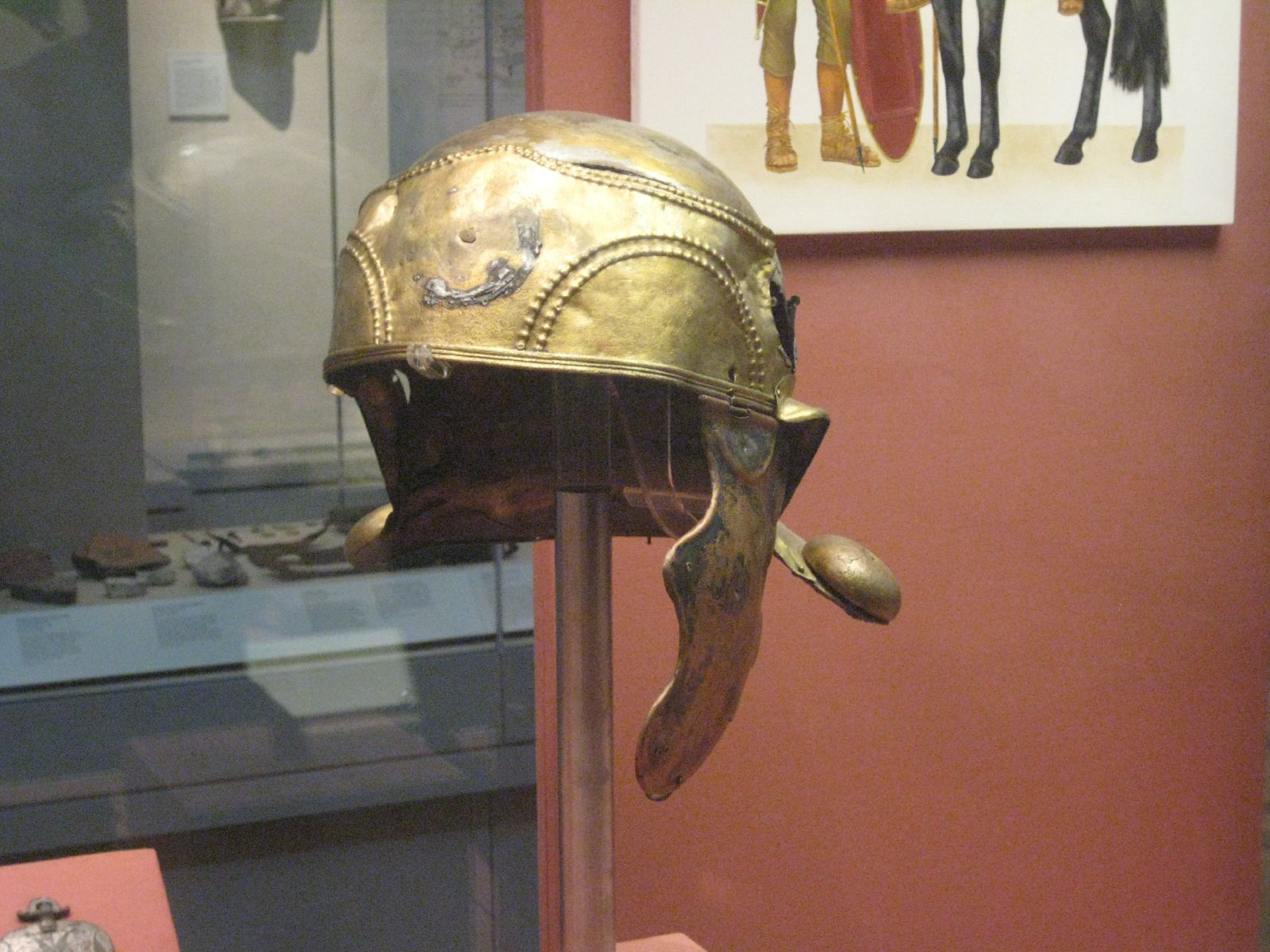
Elmo di cavaliere di tipo B del I secolo.
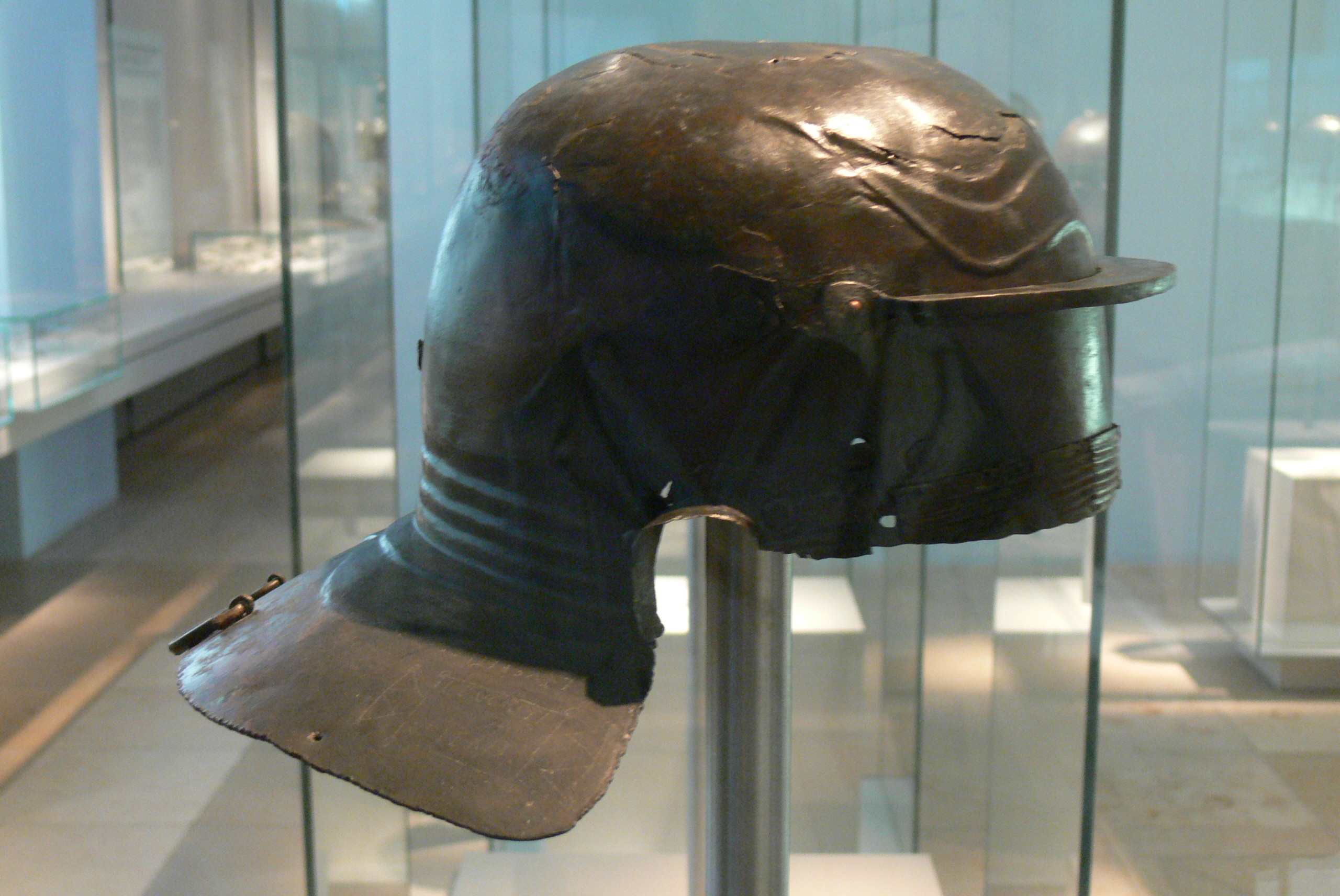
Elmo gallico imperiale di tipo G, trovato nelle acque del Reno presso Magonza.
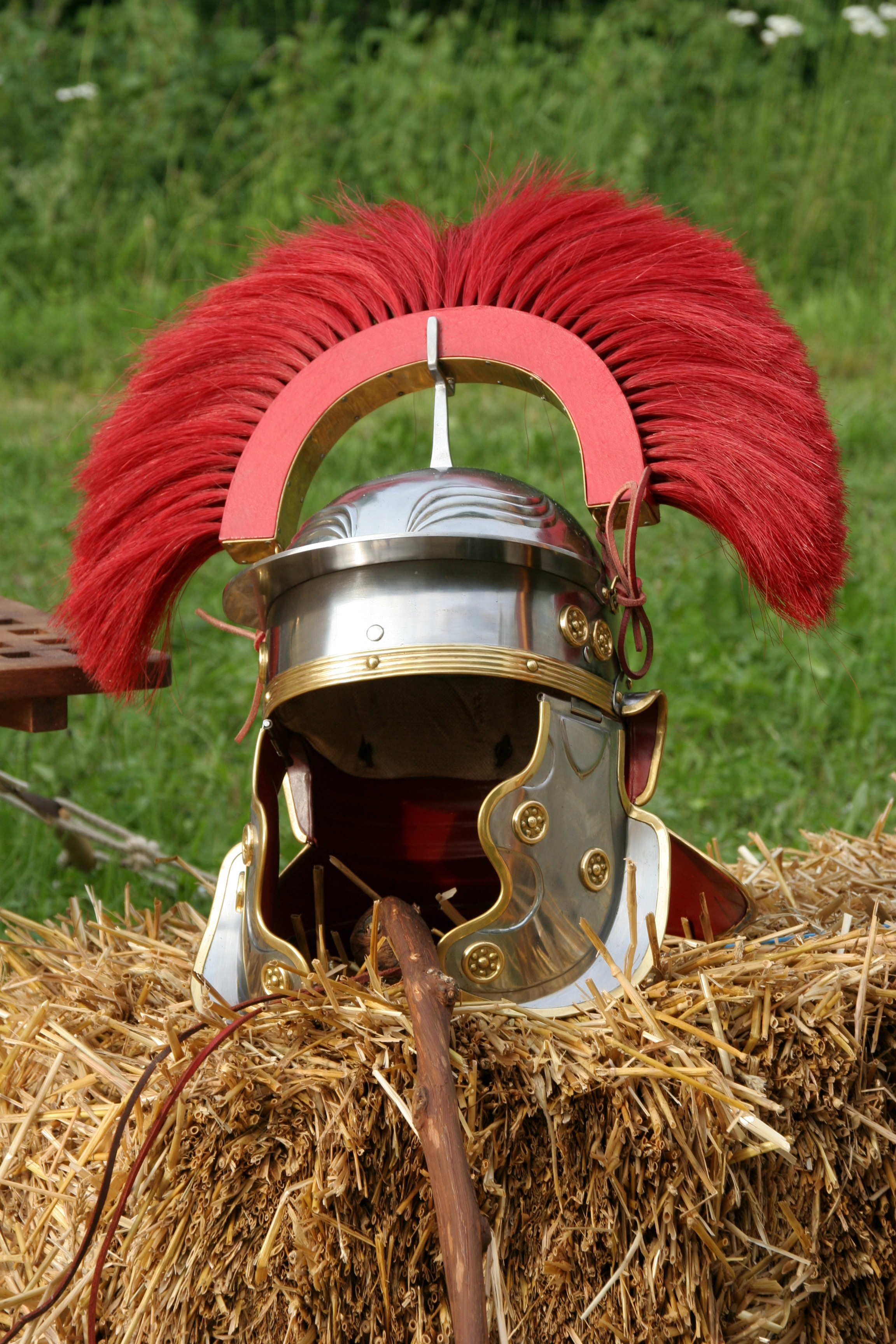
Una ricostruzione moderna di un elmo gallico imperiale di tipo H, indossato da un centurione romano del I secolo. Si notino le "sopracciglia" scolpite nella parte superiore dell'elmo e la fascia circolare in ottone, oltre ad una protezione superiore tipica degli elmi imperiali gallici.

#### Di tipo italico
Erano di produzione delle officine italiche e di ispirazione greco-italica soprattutto nella forma del coppo, leggermente allungata in avanti (visibile maggiormente nei primi modelli), e delle paragnatidi. Erano di vario tipo. Il tipo "D" era decorato con motivi dorati e sembra che fosse un prodotto di massa. Gli attacchi dei paraguance e la parte posteriore risultano molto rinforzati, forse per proteggere meglio il legionario dalle spade ricurve dei Daci durante la conquista della Dacia degli anni 101-106.
Il tipo "E", molto simile al precedente tipo "D" per motivi decorativi, era invece supportato da dei ganci dove era attaccata una cresta, tanto che si è supposto potesse appartenere ad un'unità speciale come la guardia pretoriana.
Il tipo "G" era praticamente identico al tipo "D" ma con una maggiore protezione del collo anche da attacchi laterali. Il disco nella parte posteriore era infatti sia obliquo sia incurvato.
Il tipo "H" è uno dei meglio conservati. Era molto decorato e particolarmente rinforzato internamente. La parte superiore presenta delle "ali d'Aquila" o forse delle "sopracciglia". La protezione posteriore per il collo era molto profonda. Questo elmo sembra fosse in dotazione all'esercito romano durante la dinastia degli Antonini e dei Severi.

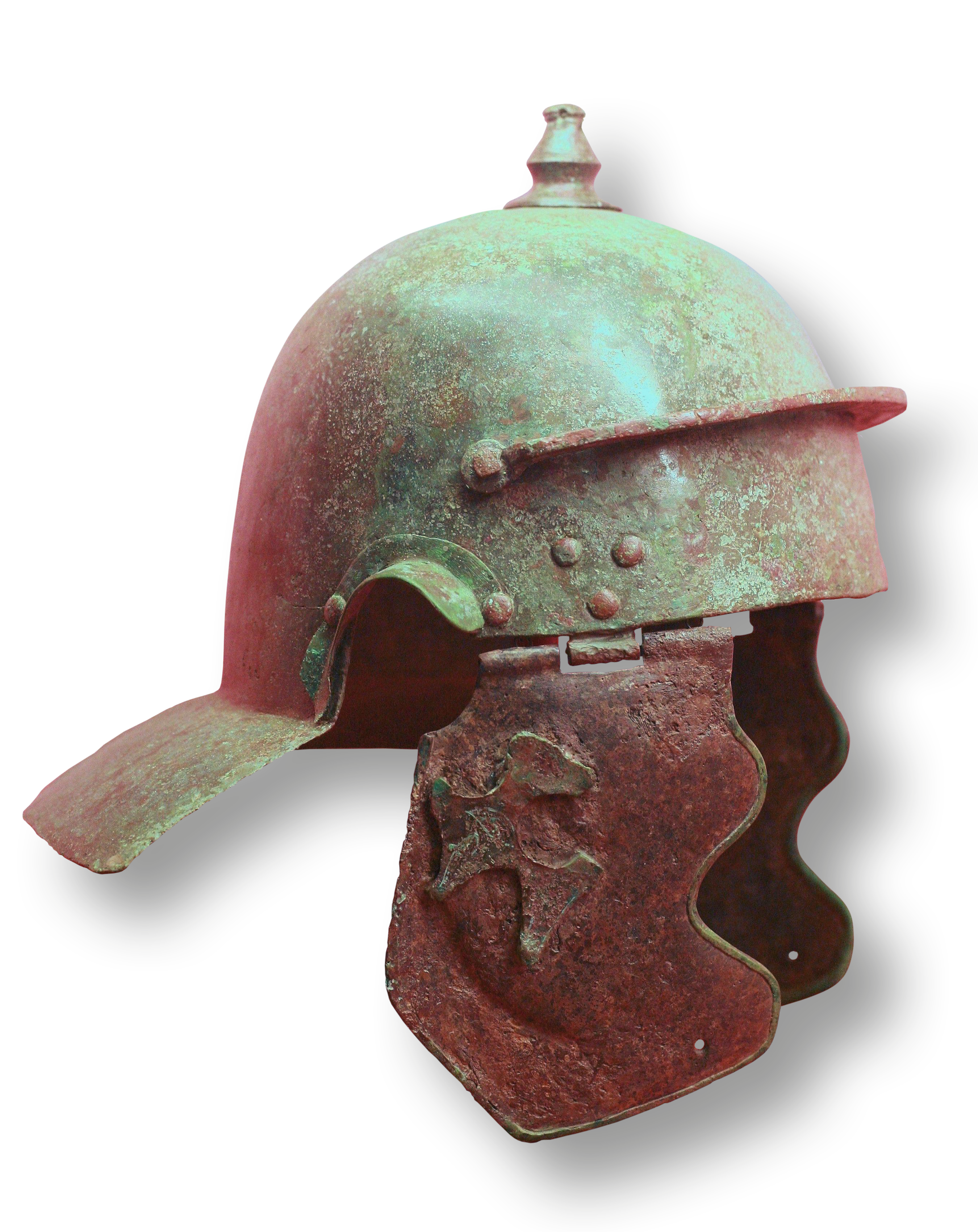
Elmo della fanteria ausiliaria di tipo B (oggi presso il Museo di Carnuntum).
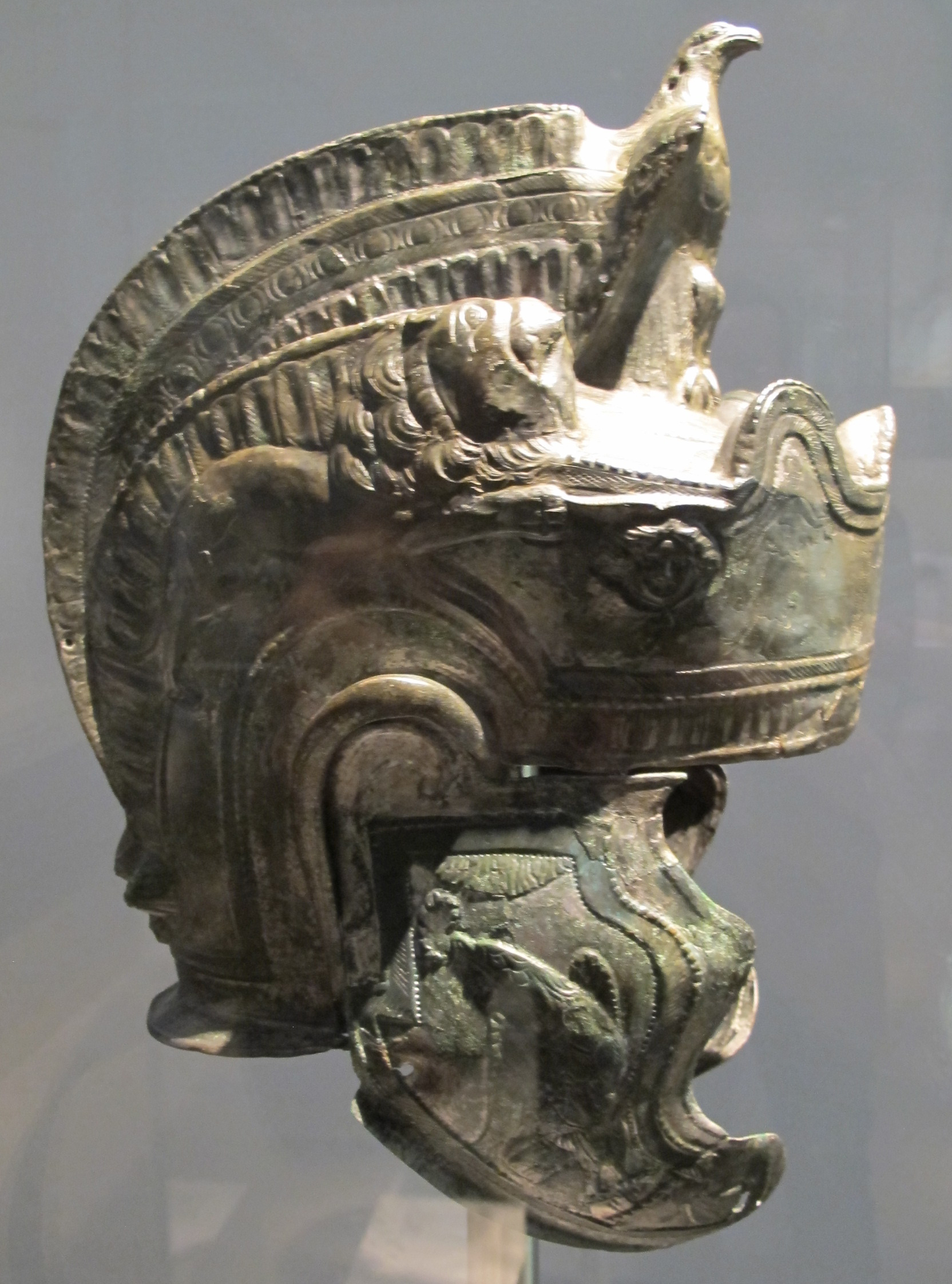
Elmo da parata romano della seconda metà del II secolo. L'unico esempio di questo tipo completo. Si trovava presso il forte ausiliario di cavalleria, a Theilenhofen (l'antica Iciniacum), in Baviera, ora esposto presso il Germanisches Nationalmuseum di Norimberga.
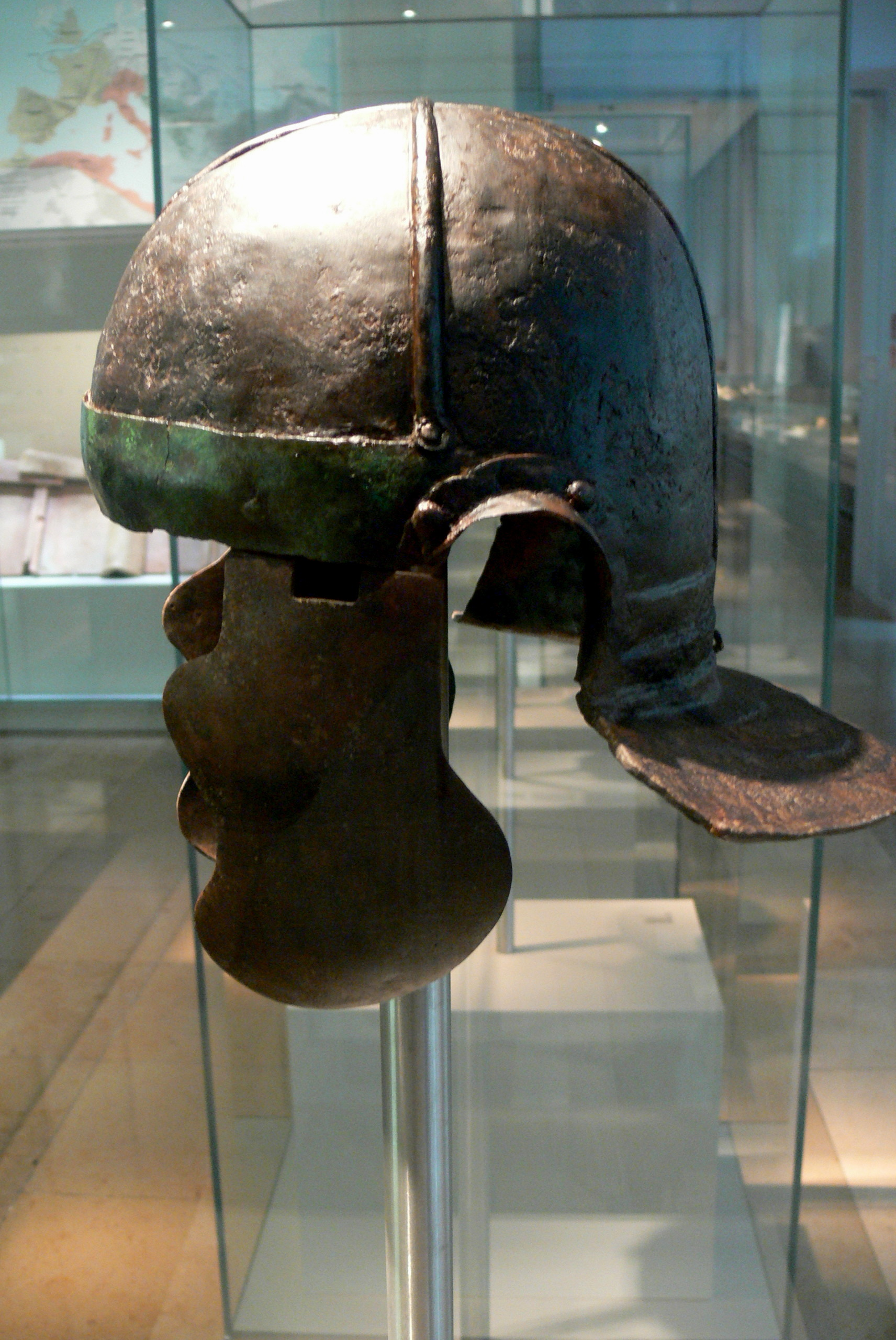
Elmo italico imperiale di tipo G, rinvenuto a Theilenhofen.

##### L'elmo Niederbieber
Utilizzato inizialmente solo dalla cavalleria, intorno al 200 d.c venne adottato anche dalla fanteria diventando uno degli elmi più diffusi durante III secolo. Prende il nome dalla località di Niederbieber, in Germania, dove è stato rinvenuto per la prima volta, che a quel tempo si trovava sul limes renano.

#### Da parata
Sono stati ritrovati diversi esemplari di elmi romani metallici forniti di celata a forma di viso umano. La tipologia varia: si va dall'elmo tradizionale, cui si aggiunge la parte del volto, alla simil-testa metallica con nastro sui capelli, al berretto frigio. La maschera metallica era sempre molto aderente al viso, lasciando dei buchi per gli occhi e per a bocca. Dal momento che alcuni esemplari sono anche rifiniti con metalli preziosi, si presume fossero in uso alla cavalleria o utilizzati solo per le parate, non essendo pratici da usare in un combattimento campale, dove il viso coperto dal metallo si può surriscaldare facilmente.

### Periodo tardo imperiale

#### L'elmoIntercisa
È un tipo di elmo facilmente producibile su larga scala, grazie anche alla sua forma. Fu soprattutto utilizzato dalle legioni delle province orientali a partire dal IV secolo. In questo elmo è possibile riconoscere l'influenza dei vicini Persiani, dove la forma assomiglia ad una semicoppa sferica. I paraguance sono ridotti all'essenziale. Sembra potesse essere usato da fanti e cavalieri.
Questo tipo di elmo, di ispirazione sasanide, si diffuse verso la fine del III secolo. Era di notevole facilità costruttiva, perciò si diffuse molto rapidamente. Il coppo era composto da due parti unite da una striscia di metallo in rilievo che lo percorreva dalla parte frontale alla nuca. Il paranuca e le paragnatidi venivano uniti al resto dell'elmo da parti in cuoio. Probabilmente l'intero elmo aveva uno strato di argentatura; le decorazioni più comuni consistevano in due occhi sulla parte frontale o rappresentati come croci sull'intera calotta.

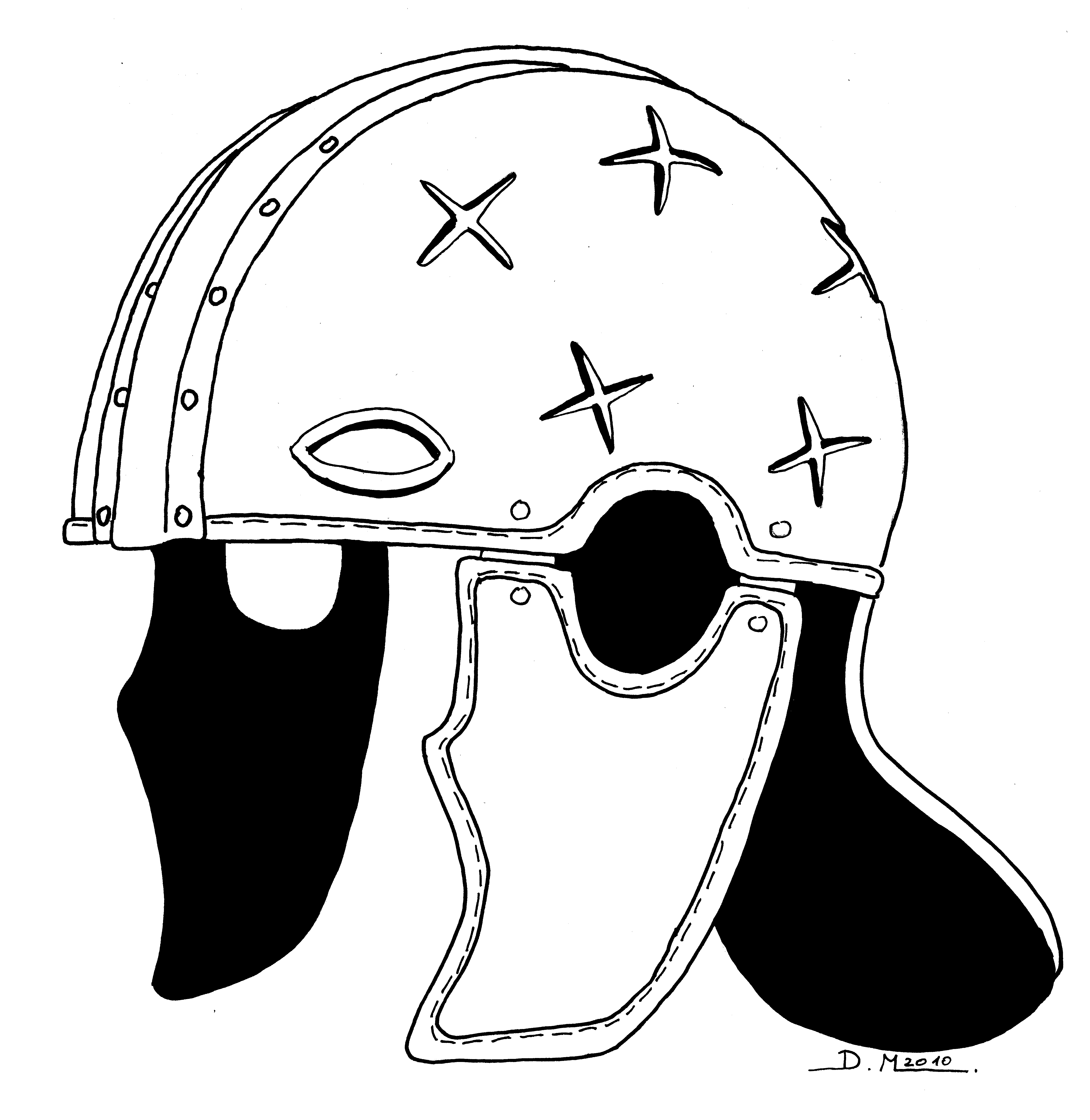
Disegno di un elmo di tipo Intercisa 2 conservato al Museo nazionale ungherese di Budapest

#### L'elmoBerkasovo
Questa tipologia di elmo risale alla metà del IV secolo. La calotta era composta o da due parti unite tra loro, come avveniva con la tipologia Intercisa, o da quattro parti unite da un rinforzo a croce. Sulla parte frontale era presente un paranaso a forma di "T" e il paranuca era collegato alla calotta con ganci e fibbie; le paragnatidi venivano applicate tramite parti di cuoio oppure strisce di metallo e rivetti. Alcuni elmi di questo tipo erano molto decorati, a seconda dell'importanza del possessore vi si potevano incastonare addirittura pietre preziose.

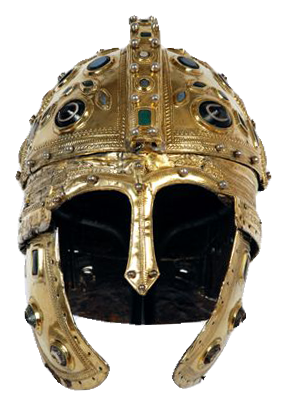
Elmo di tipo Berkasovo 1 conservato a Novi Sad.
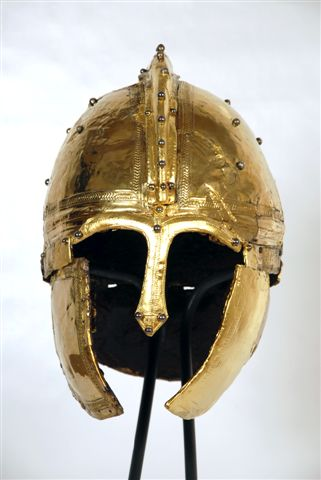
Elmo di tipo Berkasovo 2 conservato a Novi Sad.
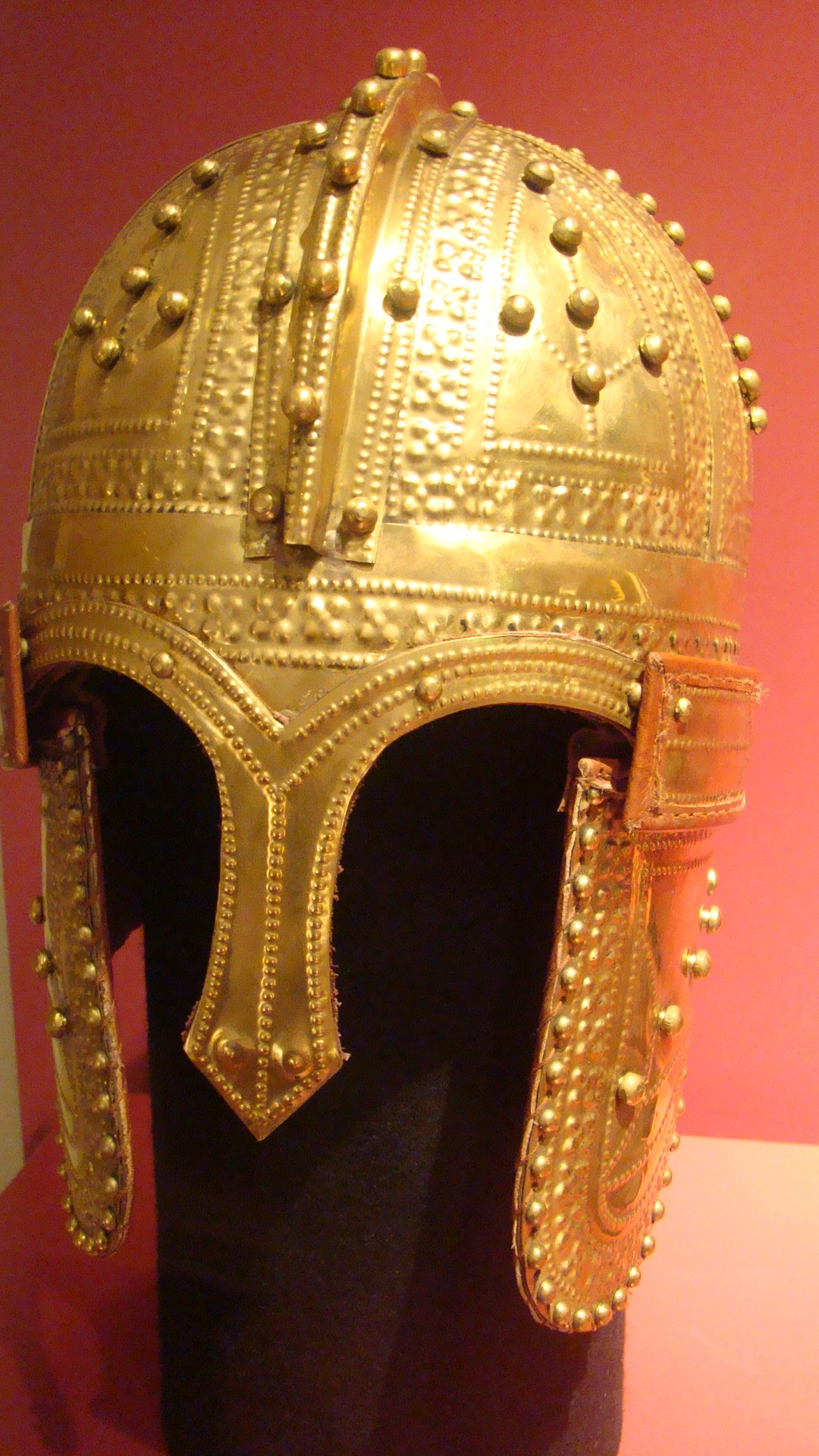
Elmo Berkasovo rinvenuto a Deurne.
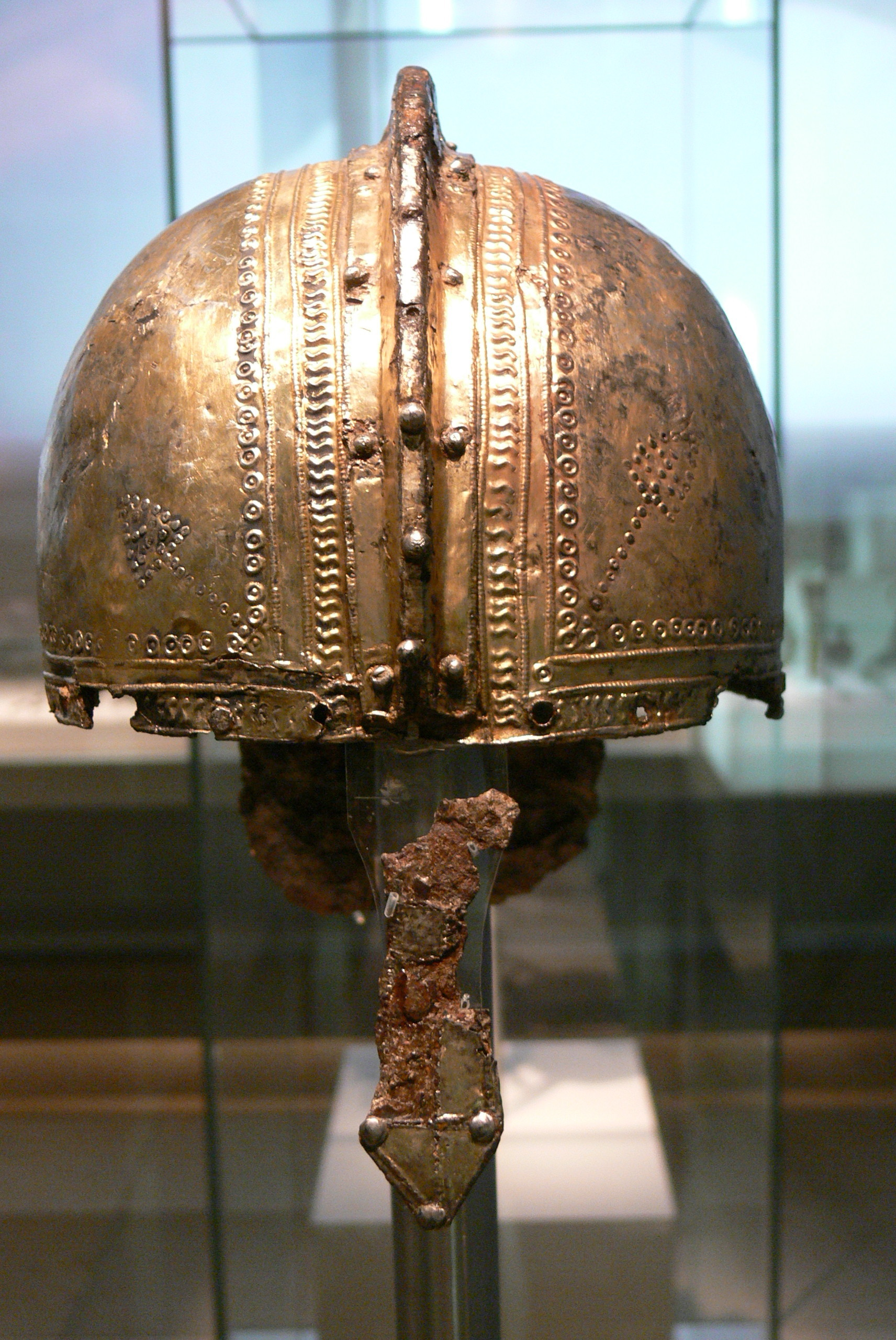
Elmo Berkasovo Augsburg-Pfersee, rinvenuto senza paragnatidi.

#### Spangenhelm
Diffusosi tra il V e il VI secolo, era stato precedentemente utilizzato dalla cavalleria roxolana, raffigurata nella Colonna traiana, e nel IV secolo dalla cavalleria romana. Era composto da più segmenti metallici saldati con dei rivetti. La calotta era composta da quattro o sei spicchi saldati da una striscia metallica che ne percorre tutta la circonferenza nella parte inferiore; tra uno spicchio e l'altro erano presenti delle bande metalliche che confluivano sulla cima del coppo. I più importanti ritrovamenti sono avvenuti in Egitto a Der el Medineh e in Alsazia a Baldenheim. La tipologia Spangenhelm-Der el Medineh presentava una calotta allungata, un paranaso e sia paragnatidi che paranuca, saldati alla calotta tramite delle cerniere; la tipologia Spangenhelm-Baldenheim, invece, aveva un coppo più basso, paragnatidi più strette, ed era assente il paranaso.

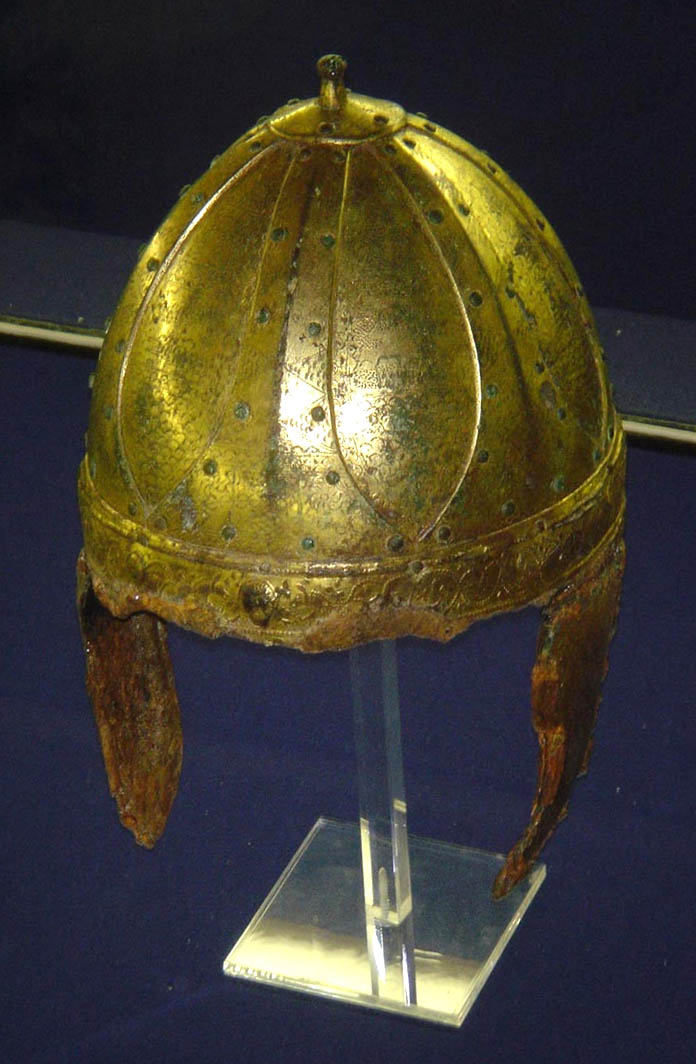
Elmo Spangenhelm, utilizzato sia dalla fanteria sia dalla cavalleria romana.
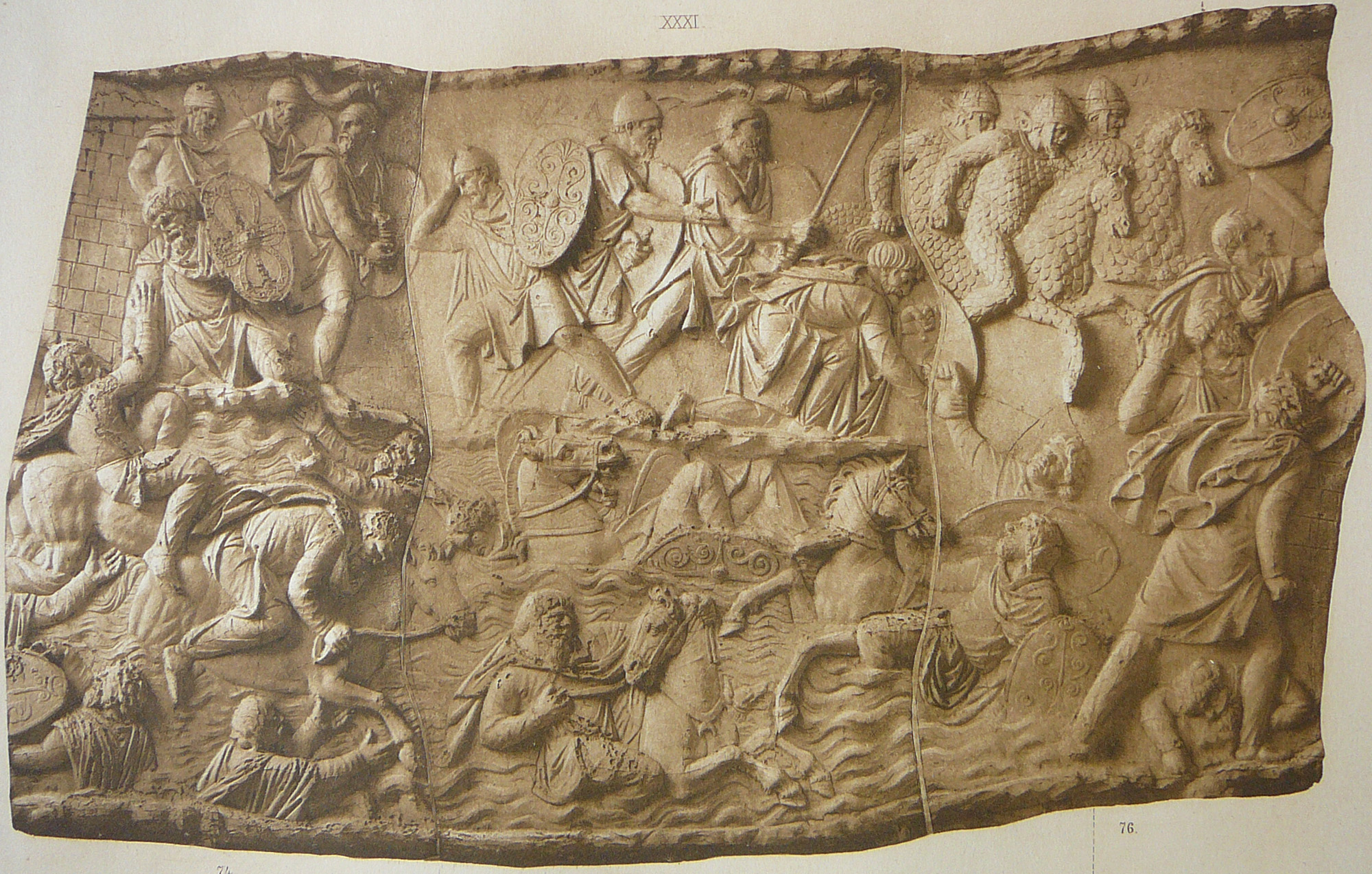
Scena numero 23 della Colonna traiana, in alto a destra si possono vedere tre cavalieri catafratti roxolani con elmo di tipo Spangenhelm e lorica squamata.

### Fonti primarie
- Polibio, Storie, VI.

### Fonti storiografiche moderne
- E.Abranson e J.P. Colbus, La vita dei legionari ai tempi della guerra di Gallia, Milano 1979.
- G.Cascarino, L'esercito romano. Armamento e organizzazione, Vol. I - Dalle origini alla fine della repubblica, Rimini 2007.
- G.Cascarino, L'esercito romano. Armamento e organizzazione, Vol. II - Da Augusto ai Severi, Rimini 2008.
- Giuseppe Cascarino, Carlo Sansilvestri, L'esercito romano. Armamento e organizzazione, Vol. III - Dal III secolo alla fine dell'impero d'occidente, Rimini 2009
- P.Connolly, L'esercito romano, Milano 1976.
- P.Connolly, Greece and Rome at war, Londra 1998. ISBN 1-85367-303-X
- N.Fields, Roman Auxiliary Cavalryman, Oxford 2006.
- A.K. Goldsworthy, The Roman Army at War, 100 BC-AD 200, Oxford - N.Y 1998.
- L.Keppie, The Making of the Roman Army, from Republic to Empire, Londra 1998.
- Y.Le Bohec, L'esercito romano da Augusto alla fine del III secolo, Roma 1992, VII ristampa 2008.
- Y.Le Bohec, Armi e guerrieri di Roma antica. Da Diocleziano alla caduta dell'impero, Roma 2008. ISBN 978-88-430-4677-5
- S.McDowall, Late Roman Infantryman, Oxford 1994.
- A.Milan, Le forze armate nella storia di Roma Antica, Roma 1993.
- Massimo Olmi, Le armature romane in età imperiale. Dalle fonti storiche e archeologiche alle moderne ricostruzioni, Roma, Chillemi, 2009, ISBN 978-88-96522-21-9.
- H.Parker, The Roman Legions, N.Y. 1958.
- A.Watson, Aurelian and the Third Century, Londra & New York 1999.
- G.Webster, The Roman Imperial Army, Londra - Oklahoma 1998.